# Синах Мак Дара
Синах Мак Дара (VI), память 16 июля.
По преданию, св. Синах Мак Дара (Sinach MacDara), покровитель рыбаков, воздвиг часовню на острове Мак Дара (Cruach-na-Caurra). В неё со стародавних времён 16 июля традиционно собираются рыбаки на ежегодную службу Божию, причём в этот день рыбу не ловят. По традиции, принято трижды приспускать паруса и сотворять Крестное знамение, проплывая около острова.